# Vanilla karen-christianae
Vanilla karen-christianae es una especie de vainilla (familia Orchidaceae). Es originario del centro de América Central. Crece en los bosques húmedos de los valles de Costa Rica. Presenta una combinación de hojas muy estrechas, con un ápice recurvado y unos procesos en el labio de la flor, características que se encuentran solo en las especies más cercanamente relacionadas Vanilla helleri, Vanilla insignis detallaron los investigadores.